# Acetonkyanhydrin

strukturní vzorec acetonkyanhydrinu

Acetonkyanhydrin (systematický název 2-hydroxy-2-methylpropannitril) je organická sloučenina používaná pro výrobu methylmethakrylátu, monomeru pro průhledný plast polymethylmethakrylát (PMMA), známý jako akrylátové sklo (plexisklo).

## Příprava
Sloučenina vzniká jako součást acetonkyanhydrinové cesty k methylmethakrylátu. S kyselinou sírovou poskytuje síranový ester methakrylamidu, jehož methanolýza dává hydrogensíran amonný a MMA. V laboratoři lze tuto sloučeninu připravovat reakcí kyanidu sodného s acetonem, s následnou acidifikací:
Lze použít zjednodušenou proceduru zahrnující účinek kyanidu sodného nebo draselného na acetonový addukt hydrogensíranu sodného připravovaný in situ, kvalita výsledného produktu je však horší.

## Výskyt v přírodě
Hlízy manioku obsahují linamarin, glukosid acetohydrinu, a enzym linamarinázu pro hydrolýzu glukosidu. Při rozdrcení hlíz se tyto sloučeniny uvolňují a produkují acetonkyanhydrin, který je potenciálně smrtelně jedovatý.

## Bezpečnost
Acetonkyanhydrin je v USA klasifikován jako extrémně nebezpečná sloučenina, v EU je označován jako vysoce toxický. Hlavní nebezpečí plyne z jeho snadného rozkladu při styku s vodou, kdy se uvolňuje kyanovodík.